# UFC Fight Night: Teixeira vs. St. Preux
UFC Fight Night: Teixeira vs. St. Preux（ユーエフシー・ファイトナイト：テイシェイラ・バーサス・サンプルー、別名UFC Fight Night 73）は、アメリカ合衆国の総合格闘技団体「UFC」の大会の一つ。2015年8月8日、テネシー州ナッシュビルのブリヂストン・アリーナで開催された。

## 大会概要
本大会ではグローバー・テイシェイラとオヴィンス・サンプルーによるライトヘビー級ワンマッチが組まれた。
キャリア8戦全勝のジアン・ヘレーラ、7戦全勝のスコット・ホルツマン、6戦全勝のGladiator Challengeライトヘビー級王者ジョナサン・ウィルソン、5戦全勝のROCミドル級王者オルワレ・バンブーシェがUFCデビュー。

### カード変更
負傷などによるカードの変更は以下の通り。
- マット・ヴァン・ビューレン → ジャレッド・キャノニアー（第3試合）

- ジャレッド・キャノニアー → クリス・デンプシー（第3試合）

- イアン・マッコール → ウィリー・ゲイツ（第5試合）

- ジョー・リッグス → オルワレ・バンブーシェ（第7試合）

## 試合結果

### アーリープレリム
第1試合 ライト級ワンマッチ 5分3R
○  スコット・ホルツマン vs.  アンソニー・クリストドロウ ×
3R 2:40 リアネイキドチョーク
第2試合 バンタム級ワンマッチ 5分3R
○  マルロン・ヴェラ vs.  ローマン・サラザール ×
2R 2:15 腕ひしぎ三角固め
第3試合 ライトヘビー級ワンマッチ 5分3R
○  ジョナサン・ウィルソン vs.  クリス・デンプシー ×
1R 0:50 KO（左ストレート→パウンド）

### プレリミナリーカード
第4試合 バンタム級ワンマッチ 5分3R
○  フランキー・サエンズ vs.  サーワン・カカイ ×
3R終了 判定2-1（28-29、30-27、30-27）
第5試合 フライ級ワンマッチ 5分3R
○  ダスティン・オーティス vs.  ウィリー・ゲイツ ×
3R 2:58 TKO（マウントパンチ）
第6試合 ミドル級ワンマッチ 5分3R
○  クリス・カモージー vs.  トム・ワトソン ×
3R終了 判定3-0（29-27、30-26、29-27）
第7試合 ミドル級ワンマッチ 5分3R
○  ユライア・ホール vs.  オルワレ・バンブーシェ ×
1R 2:32 TKO（パウンド）

### メインカード
第8試合 57.5kg契約ワンマッチ 5分3R
○  レイ・ボーグ vs.  ジアン・ヘレーラ ×
3R終了 判定3-0（30-27、30-27、30-27）
※ボーグの体重超過によりフライ級から変更。
第9試合 女子バンタム級ワンマッチ 5分3R
○  アマンダ・ヌネス vs.  サラ・マクマン ×
1R 2:53 リアネイキドチョーク
第10試合 ヘビー級ワンマッチ 5分3R
○  ジャレッド・ロショルト vs.  ティモシー・ジョンソン ×
3R終了 判定3-0（29-28、29-28、29-28）
第11試合 ミドル級ワンマッチ 5分3R
○  デレク・ブランソン vs.  サム・アルビー ×
1R 2:19 TKO（パウンド）
第12試合 ライト級ワンマッチ 5分3R
○  ベニール・ダリウシュ vs.  マイケル・ジョンソン ×
3R終了 判定2-1（29-28、28-29、29-28）
第13試合 ライトヘビー級ワンマッチ 5分5R
○  グローバー・テイシェイラ vs.  オヴィンス・サンプルー ×
3R 3:10 TKO（リアネイキドチョーク）

### 各賞
ファイト・オブ・ザ・ナイト： グローバー・テイシェイラ vs. オヴィンス・サンプルー
パフォーマンス・オブ・ザ・ナイト： アマンダ・ヌネス、マルロン・ヴェラ
各選手にはボーナスとして5万ドルが支給された。